# Chenacidiella
Chenacidiella är ett släkte av tvåvingar. Chenacidiella ingår i familjen borrflugor.
Kladogram enligt Catalogue of Life:
| Chenacidiella | \| \| Chenacidiella aureiseta \| \| \| \| \| \| Chenacidiella bangaloriensis \| \| \| \| \| \| Chenacidiella purpureiseta \| \| \| \| |
|               | \| \| Chenacidiella aureiseta \| \| \| \| \| \| Chenacidiella bangaloriensis \| \| \| \| \| \| Chenacidiella purpureiseta \| \| \| \| |
|               | Chenacidiella aureiseta |
|               | |
|               | Chenacidiella bangaloriensis |
|               | |
|               | Chenacidiella purpureiseta |
|               | |